# San Pedro (Poás)
Pour les articles homonymes, voir San Pedro.
San Pedro, appelée également San Pedro de Poás, est une localité et un district du Costa Rica dans la province d'Alajuela. Elle est le chef-lieu du canton de Poás.